# Pseudosclerodomus reticulatus
Pseudosclerodomus reticulatus är en mossdjursart som först beskrevs av Busk 1884.  Pseudosclerodomus reticulatus ingår i släktet Pseudosclerodomus och familjen Romancheinidae. Inga underarter finns listade i Catalogue of Life.